# Луис Фиго
Луис Филипе Мадеира Каеиро Фиго (порт. Luís Filipe Madeira Caeiro Figo; Лисабон, 4. новембар 1972) је бивши португалски фудбалер, који је играо на позицији везног играча а последње четири сезоне своје играчке каријере наступао је за Интер из Милана. 
Луис Фиго је један од Фифиних 100 најбољих живих играча. Осим Интера током своје богате играчке каријере Фиго је наступао још и за Спортинг Лисабон те шпанске великане Барселону и Реал Мадрид. 
Ожењен је са шведском манекенком Хелен Сведин и имају три ћерке.

## Трофеји

### Спортинг
- Куп Португала (1) : 1994/95.

### Барселона
- Првенство Шпаније (2) : 1997/98, 1998/99.
- Куп Шпаније (2) : 1996/97, 1997/98.
- Суперкуп Шпаније (1) : 1996.
- Куп победника купова (1) : 1996/97.
- Суперкуп Европе (1) : 1997.

### Реал Мадрид
- Првенство Шпаније (2) : 2000/01, 2002/03.
- Суперкуп Шпаније (2) : 2001, 2003.
- Лига шампиона (1) : 2001/02.
- Суперкуп Европе (1) : 2002, (финале 2000).
- Интерконтинентални куп (1) : 2002, (финале 2000).

### Интер
- Првенство Италије (4) : 2005/06 (за "зеленим столом"), 2006/07, 2007/08, 2008/09.
- Куп Италије (1) : 2005/06.
- Суперкуп Италије (3) : 2005, 2006, 2008.